# サンテナ
サンテナ（伊: Santena）は、イタリア共和国ピエモンテ州トリノ県にある基礎自治体（コムーネ）。

## 地理

### 位置・広がり

#### 隣接コムーネ
隣接するコムーネは以下の通り。
- カンビアーノ
- キエーリ
- ポイリーノ
- トロファレッロ
- ヴィッラステッローネ

## 行政

### 分離集落
サンテナには、以下の分離集落（フラツィオーネ）がある。
- Carolina, Taggia, Case Nuove, Gamenario, Luserna, San Salvà, Tetti Agostino, Tetti Busso, Tetti Giro, Trinità